# Тамм, Николай (младший)
Николай Николаевич Тамм (эст. Nikolai Thamm noorem, 31 мая (12 июня) 1867, Санкт-Петербург — 21 декабря 1948, Ашерслебен, Саксония-Анхальт, Германия) — эстонский архитектор. Сын архитектора Николая Тамма (старшего).

## Биография
В 1887 году окончил Петровскую реальную школу в Ревеле, в 1895 году — Императорскую академию художеств в Санкт-Петербурге.
С 1895 по 1907 год работал младшим инженером в строительном отделе Эстляндского губернского правления, а также преподавал в Петровской школе, с 1913 года — статский советник. С 1917 по 1919 год работал в России, а с 1921 по 1927 год — архитектор в Департаменте строительства и квартир Министерства обороны Эстонии.

## Известные постройки и работы

### Ярвамаа
- Католическая церковь на улице Выйду в Раквере (1934, снесена в 1973 году)[1].
- Католический монастырь в деревне Кодасема (1938).

### Таллин
- Памятник броненосцу «Русалка», архитектурный проект (1901—1902)[2]
- Православная часовня на Зелёном рынке, у развилки улиц Пикк и Олевимяги (1909, соавтор Николай Херасков)[3][4]
- Нарвское шоссе, 28 — жилой дом (1903), ныне — Таллинская музыкальная школа[5].
- Улица Копли 6, казарма Военно-морских сил Эстонии (1924).
- Улица Кибувитса 6, пристройка к Таллинскому молельному дому староверов (1931).
- Улица Аугуста Вейценберга 8 (1932).
- Нийне 2, здание управы района Пыхья-Таллинн.
- Улица Суур-Карья 20.

Здания в Таллине
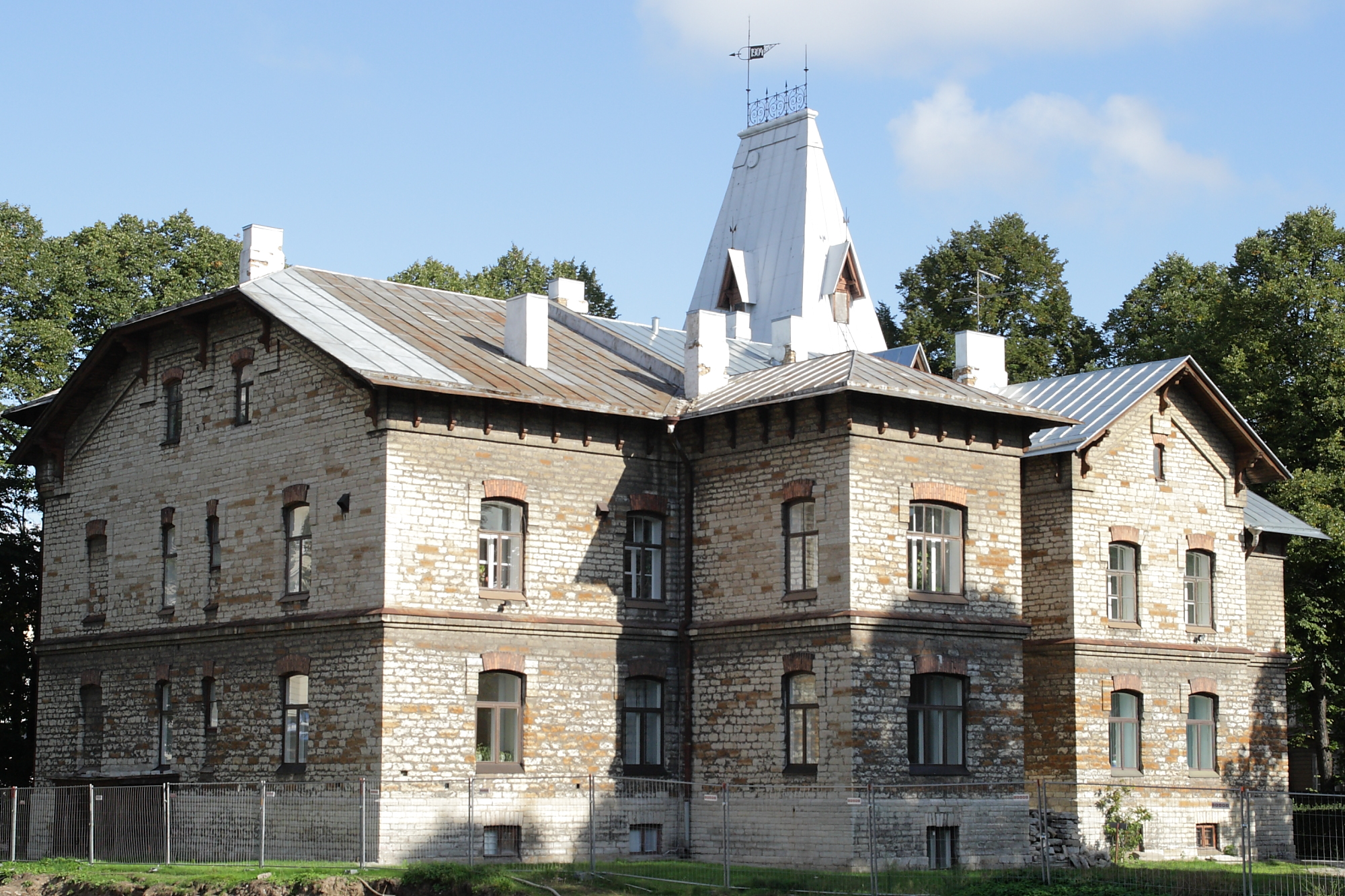
Нарвское шоссе 28
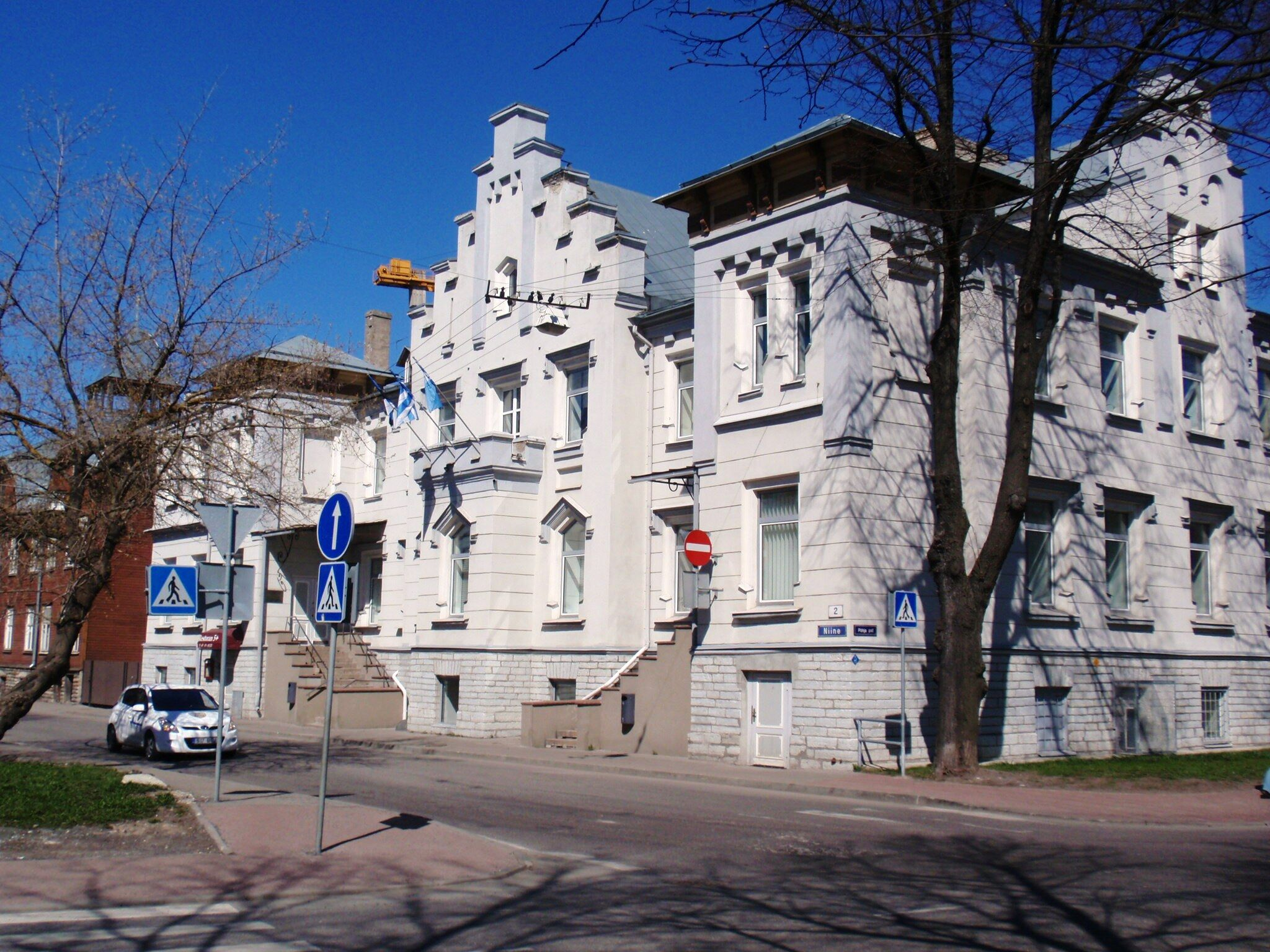
Ул. Нийне 2, бывшее здание управы района Пыхья-Таллинн
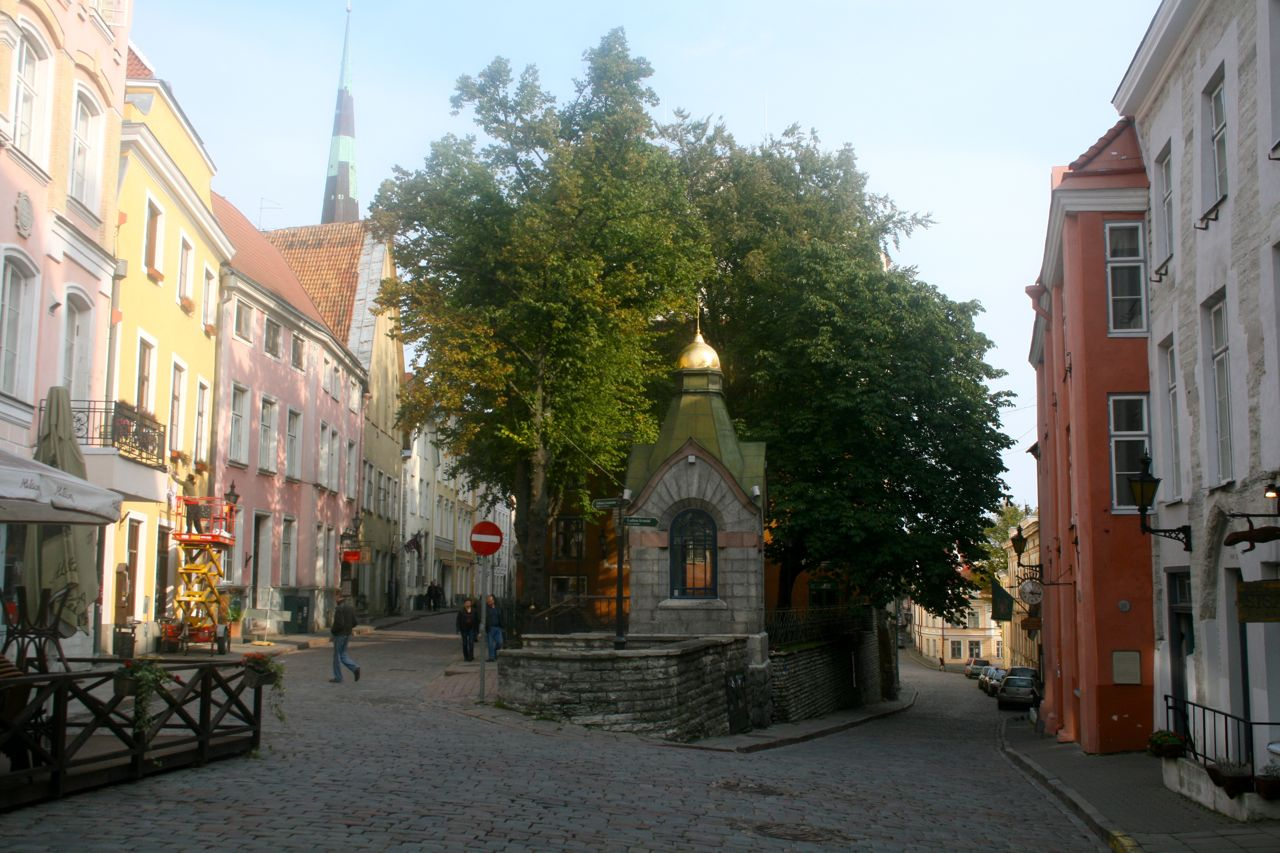
Часовня на Зелёном рынке
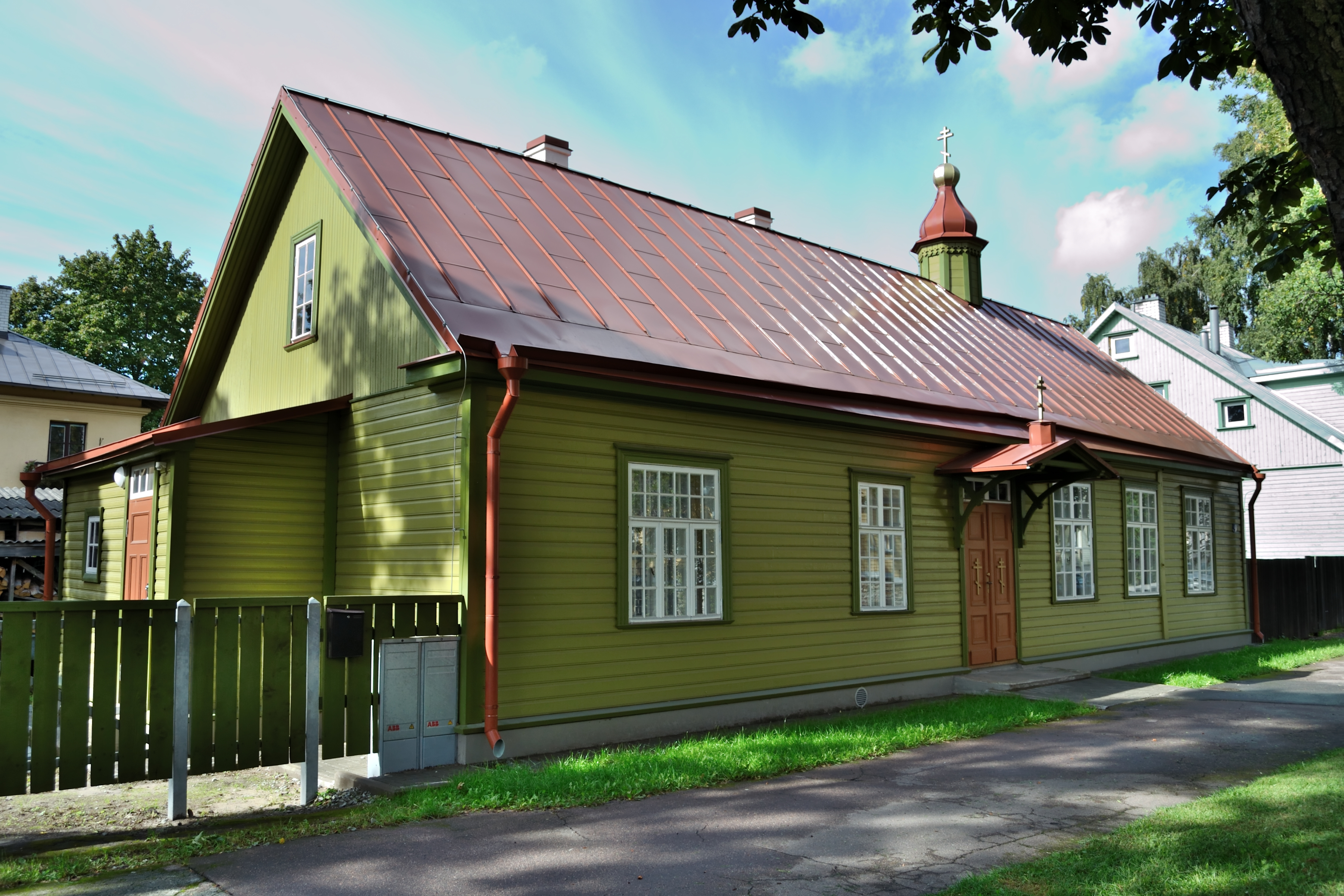
Улица Кибувитса 6, молельный дом староверов